# Mediefag
Mediefag er et fag i den gymnasiale fagrække i Danmark, der beskæftiger sig med levende billeder og audiovisuelle medier (spillefilm, tv, serier, fakta, fiktion, kampagner, virale videoer, vlogs, streamingservices, computerspil etc.), samt de sammenhænge de indgår i.
Mediefag giver elever en tilbundsgående forståelse af, hvordan levende billeder og audiovisuelle medier virker og påvirker. Faget klæder samtidigt eleverne på, til selv at kunne skabe levende billeder, ultimativt med det formål at gøre eleverne til mere oplyste, effektivt kommunikerende og kritisk orienterede mediebrugere.
Undervisningen i faget foregår som en vekselvirkning mellem teoretisk undervisning og praktisk arbejde med filmproduktion.

## Fagets identitet
I  fagets læreplan står: 
"Mediefags kerne er levende billeder i en kommunikativ, æstetisk, kulturel og samfundsmæssig kontekst. Faget forener en teoretisk-analytisk og en praktisk-produktionsmæssig tilgang til film, tv og nyere medier. Faget giver eleverne viden, kundskaber og redskaber til at analysere levende billeder og den sammenhæng, de optræder i. Dette er af afgørende betydning for muligheden for at opleve og vurdere de informationer og påvirkninger, som man møder som bruger af medier. Faget giver endvidere viden, kundskaber og redskaber til at skabe og distribuere medieproduktioner.
Fagets arbejde med levende billeder foregår således i et spændingsfelt mellem den enkelte medieproduktion og de kontekster den indgår i, fx produktionsforhold, distributionskanal og/eller samfundsmæssige strømninger.

## Fagets mål
Læreplanen for mediefag definerer fagets formål således: 
"Mediefaglig viden og mediefaglige kundskaber udvikler og styrker elevernes teoretisk-analytiske og praktiske evner og kompetencer og bidrager derigennem til elevernes almendannelse og studiekompetence. Undervisningen udvikler elevernes evne til at analysere, perspektivere og kritisk vurdere danske og internationale produktioner inden for fiktion, fakta og blandinger mellem disse former i en række forskellige medier. Samtidig skal undervisningen udvikle elevernes evne til at udtrykke sig selvstændigt og nuanceret i levende billeder, således at de bliver aktive, kreative, innovative og reflekterende deltagere i mediesamfundet.
Eleverne skal kunne følgende (på fagets C-niveau):

### Teori og analyse
- anvende viden om filmiske og dramaturgiske virkemidler i forbindelse med analyse af film, tv og nyere medier
- redegøre for grundlæggende træk ved fakta, fiktion og blandinger mellem disse former
- identificere centrale træk ved forskellige genrer, medier og medieplatforme samt samspillet mellem dem
- foretage en mediefaglig perspektivering af film, tv og nyere medier ud fra en valgt kontekst
- behandle problemstillinger i samspil med andre fag
- demonstrere viden om fagets identitet og metoder.

### Praksis
- betjene optage- og redigeringsudstyr
- i grupper planlægge, gennemføre og distribuere en medieproduktion
- anvende viden om filmiske og dramaturgiske virkemidler
- arbejde med mediefaglige værktøjer i præproduktionsfasen
- tilpasse udtryksform til indhold, genre, kommunikationssituation og distributionskanal
- forholde sig analytisk til produktionsprocessen og egen produktion.[1]